# Zele levis
Zele levis är en stekelart som först beskrevs av Muesebeck 1923.  Zele levis ingår i släktet Zele och familjen bracksteklar. Inga underarter finns listade i Catalogue of Life.